# West Indies Cricket Team in Simbabwe in der Saison 2007/08
Die Tour des West Indies Cricket Teams nach Simbabwe in der Saison 2007/08 fand vom 30. November bis zum 9. Dezember 2007 statt. Die internationale Cricket-Tour war Bestandteil der Internationalen Cricket-Saison 2007/08 und umfasste fünf ODIs. West Indies gewann die Serie 3–1.

## Vorgeschichte
Für beide Mannschaften war es nach dem ICC World Twenty20 2007 die erste Tour der Saison. Das letzte Aufeinandertreffen der beiden Mannschaften bei einer Tour fand in der Saison 2006 in den West Indies statt.

## Stadien
Für die Tour wurden folgende Stadien als Austragungsorte vorgesehen.
| Stadion            | Stadt    | Kapazität | Spiele      |
| ------------------ | -------- | --------- | ----------- |
| Queens Sports Club | Bulawayo | 9.000     | 4. & 5. ODI |
| Harare Sports Club | Harare   | 10.000    | 1. – 3. ODI |

## Kaderlisten
Die West Indies benannten ihren Kader am 18. November 2007.
| ODI | ODI |
| Simbabwe | West Indies |
| --- | --- |
| - Prosper Utseya (K) - Gary Brent - Chamu Chibhabha - Elton Chigumbura - Graeme Cremer - Keith Dabengwa - Terry Duffin - Trevor Garwe - Blessing Mahwire - Timycen Maruma - Hamilton Masakadza - Stuart Matsikenyeri - Chris Mpofu - Tawanda Mupariwa - Ray Price - Vusi Sibanda - Tatenda Taibu (wk) - Brendan Taylor - Sean Williams | - Chris Gayle (K) - Dwayne Bravo (VK) - Shivnarine Chanderpaul - Narsingh Deonarine - Fidel Edwards - Rawl Lewis - Runako Morton - Brenton Parchment - Daren Powell - Denesh Ramdin (wk) - Ravi Rampaul - Darren Sammy - Marlon Samuels - Devon Smith - Jerome Taylor |

## One-Day Internationals

### Erstes ODI in Harare
| 30. November Scorecard | Harare | Simbabwe 274-8 (50)          | – | West Indies 244-8 (50) |
|                        |        | Simbabwe gewinnt mit 30 Runs |   |                        |

### Zweites ODI in Harare
| 2. Dezember Scorecard | Harare | West Indies 286-9 (50)           | – | Simbabwe 176 (44.3) |
|                       |        | West Indies gewinnt mit 110 Runs |   |                     |

### Drittes ODI in Harare
| 5. Dezember Scorecard | Harare | Simbabwe 139 (37.5)               | – | West Indies 142-4 (27.5) |
|                       |        | West Indies gewinnt mit 6 Wickets |   |                          |

### Viertes ODI in Bulawayo
| 7. Dezember Scorecard | Bulawayo | Simbabwe 232-9 (50)               | – | West Indies 234-5 (47) |
|                       |          | West Indies gewinnt mit 5 Wickets |   |                        |

### Fünftes ODI in Bulawayo
| 9. Dezember Scorecard | Bulawayo | Simbabwe       | – | West Indies |
|                       |          | Spiel abgesagt |   |             |

## Statistiken
Die folgenden Cricketstatistiken wurden bei dieser Tour erzielt.
| ODIs                   | ODIs        | ODIs    | ODIs    | ODIs    | ODIs    | ODIs    | ODIs    | ODIs    |
| Batting                | Batting     | Batting | Batting | Batting | Batting | Batting | Batting | Batting |
| Spieler                | Mannschaft  | Spiele  | Innings | Runs    | Average | HS      | 100s    | 50s     |
| ---------------------- | ----------- | ------- | ------- | ------- | ------- | ------- | ------- | ------- |
| Runako Morton          | West Indies | 4       | 4       | 250     | 62,50   | 79      | 0       | 3       |
| Shivnarine Chanderpaul | West Indies | 3       | 3       | 166     | 166,00  | 127*    | 1       | 0       |
| Marlon Samuels         | West Indies | 4       | 4       | 134     | 33,50   | 62      | 0       | 1       |
| Vusi Sibanda           | Simbabwe    | 4       | 4       | 127     | 31,75   | 96      | 0       | 1       |
| Hamilton Masakadza     | Simbabwe    | 4       | 4       | 122     | 30,50   | 80      | 0       | 1       |
| Bowling                |             |         |         |         |         |         |         |         |
| Spieler                | Mannschaft  | Spiele  | Overs   | Wickets | Average | BBI     | 5W      | 10W     |
| Jerome Taylor          | West Indies | 4       | 37.5    | 11      | 13,72   | 5/48    | 1       | 0       |
| Elton Chigumbura       | Simbabwe    | 4       | 29      | 7       | 21,71   | 3/25    | 0       | 0       |
| Daren Powell           | West Indies | 4       | 36      | 6       | 26,50   | 3/32    | 0       | 0       |
| Rawl Lewis             | West Indies | 4       | 35.3    | 6       | 27,66   | 3/43    | 0       | 0       |
| Prosper Utseya         | Simbabwe    | 4       | 36      | 6       | 28,00   | 3/40    | 0       | 0       |

## Player of the Series
Als Player of the Series wurden die folgenden Spieler ausgezeichnet.
| Serie | Player of the Series |
| ----- | -------------------- |
| ODI   | Jerome Taylor        |

### Player of the Match
Als Player of the Match wurden die folgenden Spieler ausgezeichnet.
| Spiel  | Player of the Match |
| ------ | ------------------- |
| 1. ODI | Chamu Chibhabha     |
| 2. ODI | Runako Morton       |
| 3. ODI | Jerome Taylor       |
| 4. ODI | Jerome Taylor       |